# La Ceinture de chasteté (film, 1950)
Pour les articles homonymes, voir La Ceinture de chasteté.
Pour plus de détails, voir Fiche technique et Distribution.
La Ceinture de chasteté (La cintura di castità) est une comédie italienne réalisée par Camillo Mastrocinque et sortie en 1950.

## Synopsis
Dans un château, des comédiens de théâtre sont les invités d'un duc. Une précieuse ceinture de chasteté, héritage familial, disparaît aux mains d'un voleur. Les acteurs, menés par l'entreprenant directeur de la troupe — qui tombe entre-temps amoureux de la fille du duc — parviennent à retrouver l'objet.

## Fiche technique
- Titre français : La Ceinture de chasteté[1]
- Titre original italien : La cintura di castità[2]
- Réalisation : Camillo Mastrocinque
- Scénario : Ennio Flaiano, Faele (it)
- Photographie : Adalberto Albertini
- Montage : Eraldo Da Roma
- Musique : Carlo Rustichelli (chansons de Faele (it), Gigi Pisano (it), Giuseppe Cioffi (it) et Militello)
- Décors : Gino Morici (it)
- Production : Michele Friscia
- Société de production : Hidalgo Film
- Pays de production :  Italie
- Langue originale : italien
- Format : noir et blanc - 1,37:1 - Son mono - 35 mm
- Genre : comédie
- Durée : 90 minutes
- Dates de sortie : 
  - Italie : 3 mars 1950
  - France : 11 avril 1952

## Distribution
- Nino Taranto : le directeur de la troupe
- Alba Arnova
- Camillo Pilotto
- Tina De Mola
- Enrico Glori
- Adriana Serra
- Enzo Turco
- Piero Lulli
- Lina Marengo
- Gualberto Titta
- Flora Cambi
- Luisa Mancinelli
- Delfi Tanzi
- Lora Silvani
- Elena Maltzeff
- Salvatore De Pasqualis
- Rosanna Gherardi
- Angela Concoreggi
- Sandro Masselli
- Lilian Deis
- Francesco A. Bertini
- E. Allori